# العنف على الرجل
العنف على الرجال هي أعمال العنف التي تُرتكب على الرجال. في العادة هناك قلة من الضحايا من الرجال حيث عادة ما يكون الرجال أنفسهم هم مرتكبي العنف. جذير بالذكر هنا أن العنف الجنسي على الرجال يٌعامل بشكل مختلف في أي مجتمع مقارنة بالعنف الممارس على المرأة بل قد يكون غير معترفٍ به من قبل القانون الدولي.

## التصورات
أظهرت الدراسات الاجتماعية أن معظم أفراد المجتمع ينظرون للعنف على أنه أكثر أو أقل خطورة اعتمادا على جنس الضحية والجاني. هذا وتجدر الإشارة إلى أن استخدام القوالب النمطية من قبل المكلفين بإنفاذ القانون باتت مسألة مُعترف بها،  حيث يقول الباحث في القانون الدولي سولانج موذان أن القانون قد تجاهل سيناريوهات الصراع والعنف الجنسي على الرجال حيث ركز في المقابل على العنف الجنسي على النساء والأطفال. أما تفسير هذه النقطة فيختلف من باحث لآخر لكن التفسير الأكثر تعارفا عليه هو القوة الجسدية والمادية التي يتمتع بها الرجل مقارنة بالمرأة مما يجعل الناس أكثر تعاطفا مع الضعيف من خلال إدانة العنف الذي يستهدف الفئة الضعيفة من المجتمع. في الحقيقة يُعاني الذكور الناجين من العنف بسبب المفاهيم الاجتماعية السائدة حول الذكور خاصة في ظل وجود أدوار اجتماعية محددة لكل نوع؛ كل هذا يُؤدي في نهاية المطاف إلى انخفاض الاعتراف بالعنف على الرجال حسب الأحكام القانونية. في كثير من الدول؛ لا يوجد أي إطار قانوني يحاكم المرأة عند ارتكابها جرائم عنيفة على الرجل.
يقول الباحث ريتشارد فيلسون أن التحديات التي تواجه المرأة عندما تُعاني من العنف تختلف تماما عن تلك التي تواجه الرجال، وعلى الرغم أن لجميع أشكال العنف نفس الدوافع تقريبا فإن العقاب يختلف من جنس لآخر.
انتقدت الكاتبة كاتي يونغ من خلال مقالها المنشور على مجلة التايم الحركات النسوية كونها لم تفعل ما يكفي لتحدي المعايير المزدوجة في معالجة الضحايا الذكور الذين عانوا أو يُعانون من الاعتداء الجسدي والاعتداء الجنسي.

## عنف النساء على الرجال
وفقا للصحفي مارتن دوبناي «... لا تزال هناك نظرية تقول أن الرجل لا يمكن أن يتعنَّفَ وذلك بسبب الثقافة الذكورية.» لكن هذه النظرية خاطئة في حقيقة الأمر _حسب الصحافي دائما_ حيث أن الرقم الرسمي الصادر في المملكة المتحدة يُشير إلى أن 50% من عدد أعمال العنف الموجهة إلى النساء تأتي من الرجال مقابل 10% من أعمال العنف على الذكور تحصل من قبل الإناث إلى أنه نادرا ما تُرفع تقارير الحوادث إلى السلطات ويرجع ذلك أساسا إلى الخوف من إلحاق ضرر بمفهوم «الرجولة». جذير بالذكر هنا أن 1.9 مليون شخص تتراوح أعمارهم بين 16-59 سنة قد تعرضوا للعنف في إنجلترا وويلز أو كانوا على الأقل ضحايا للعنف المنزلي حيث أن 79% منهم قد تعرضوا للعنف من شريكهم الحالي أو السابق. حوالي 1.2 مليون منهم من الإناث مقابل 713,000 من الذكور. تقرير كندي آخر وجد أن 22% من الرجال هم من ضحايا العنف بين الزوجين، وقد أشار الباحثون في هذه الدراسة أن هناك عنف جنسي «كبير» تطبقه النساء على الرجال إلا أنه غير مدروس أو غير معترف به.

## الختان

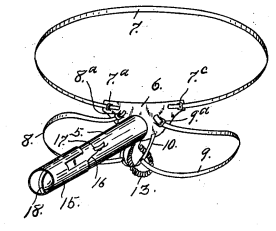
جهاز مصمم لمنع الرجل من الاستمناء عن طريق إصابته بالصدمات الكهربائية من خلال المسامير في الحافة الداخلية من الأنبوب قُربَ القضيب.

يُعتبرُ ختان الذكور حسب العديد من المجموعات العرقية والدينية شكلا من أشكال العنف على الشباب والفتيان. فالمحكمة الجنائية الدولية تعتبر الختان القسري «عملا غير إنساني»، بل إن بعض المحاكم تعتبر هذا التصرف انتهاكا لحقوق الطفل. في الكثير من البلدان مثل أستراليا، بنغلاديش، كندا، إندونيسيا، باكستان، الفلبين، كوريا الجنوبية، تركيا، الولايات المتحدة ومعظم الدول العربية والإسلامية يتم ختان المولود الذكور دون حصول منه على موافقة. نفس الأمر بالنسبة لليهود والمسلمين الذين يقومون بختان أولادهم في سن مبكرة حسب ما ينص عليه الدين، وبنسبة أقل لدى الكنيسة القبطية الأرثوذكسية وكنيسة التوحيد الأرثوذكسية الإثيوبية. أما في قارة أفريقيا فهناك الختان القسري.
بالنسبة للإناث؛ كانت _ولا زالت في بعض البلدان_ عمليات قطع جزئية أو تامة للأعضاء التناسلية، تُعرف هذه العملية أكثر باسم ختان الإناث إلا أنها مُنعت في معظم البلدان الغربية حيث بدأت في السويد في عام 1982 ثم الولايات المتحدة في عام 1997. عندما حظرت السويد الختان في عام 1982 أصبحت أول بلد غربي يقوم بذلك.:611 فتبعتها العديد من القوى الاستعمارية السابقة بما في ذلك بلجيكا، بريطانيا، فرنسا وهولندا حيث سنت قوانين جديدة تمنع هذا الختان أو حذت حذو السويد وعملت بنفس قوانينها.
في عام 2012 حكمت محكمة في ألمانيا على أن ختان العضو الذكري «ممارسة جسدية خطيرة» ثم دعت إلى ضرورة سن قانون لمنعه إلا أن البرلمان الألماني قرَّر الحفاظ على قانونية ختان الأولاد كما هو الحال منذ مدة. اعتبارا من عام 2018، لا يزال ختان الأولاد قانونيا في جميع أنحاء العالم.

## القتل الجماعي

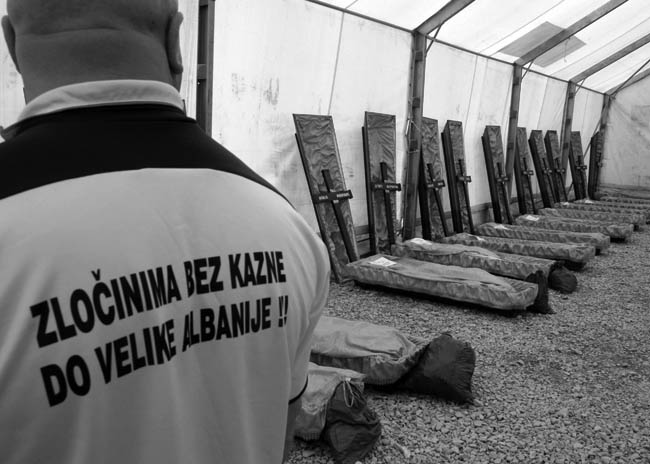
الضحايا الصِّرب أثناء التمرد في حرب كوسوفو

في حالات العنف الهيكلي التي تشمل الحرب والإبادة الجماعية؛ كثيرا ما يُعاني الرجال والفتيان حيث عادة ما يتعرضون للخصي والقتل. خلال حرب كوسوفو كان يتم استهداف الذكور بالخصوص وتُشير التقديرات إلى أن أكثر من 90% من جميع الإصابات التي تعرض لها المدنيين كانت في صفوف الرجال. هذا وتجدر الإشارة إلى أن الرجال والفتيان كانوا ولا زالوا الأهداف الأكثر شيوعا لعمليات القتل الجماعي والإبادة والذبح وما إلى ذلك من فظائع الانتهاكات في حق البشر. وثقت جماعات مستقلة لحقوق الإنسان مجموعة من الهجمات والحملات على الذكور خلال حملة الأنفال في كردستان العراق عام 1988 ونفس الأمر حصل خلال الإبادة الأرمنية ما بين 1915 و1917 ثم تكرر الأمر ذاته في الإبادة الجماعية في رواندا عام 1994. يجب الإشارة هنا إلى أن التجنيد القسري يمكن اعتباره عنفا قائما على نوع الجنس على الرجال.

## العنف الجنسي
خلال الحروب يرتكب الرجال عنفا جنسيا على نظرائهم الرجال من أجل إشعال ما بات يُعرف بالحرب النفسية وكل ذلك يتم بهدف إضعاف معنويات العدو. هذه الممارسة لم تكن وليدة العصر بل هي قديمة قِدَمَ التاريخ حيث أن هناك عشرات الوثائق التي تُؤكد حصولها أثناء الحروب الصليبية. يتم استخدام الإخصاء كوسيلة من وسائل التعذيب الجسدي وذلك بهدف ترك آثار نفسية مدمرة وكذلك فقدان القدرة على الإنجاب وفقدان حالة «الرجولة الكاملة». القانون الجنائي الدولي لا يعتبر العنف القائم على نوع الجنس على الرجال نوعا منفصلا بل يُعامل على أساس أنه جريمة حرب أو تعذيب. إن ثقافة الصمت حول هذه المسألة غالبا ما تترك الرجال يُعانون خاصة في ظل عدم وجود الدعم.
في عام 2012 ذكرت مفوضية الأمم المتحدة لشؤون اللاجئين في تقريرها: «عادة ما يتم ذكر هذا العنف [العنف الجنسي] ضد الرجال والفتيان في حاشية التقارير لا غير.» وفي دراسة منفصلة وُجد أن أقل من 3% من المنظمات تعتبر اغتصاب الرجال سلاحا خلال الحروب. كما لوحظ في عام 1990 أن اللغة الإنجليزية هي «مجردة من المصطلحات والعبارات التي تصف بدقة اغتصاب الذكور».

## القتل
| الجاني ذكر/الضحية ذكر   | 65.3% |
| الجاني ذكر/الضحية أنثى  | 22.7% |
| الجاني أنثى/الضحية ذكر  | 9.6%  |
| الجاني أنثى/الضحية أنثى | 2.4%  |

في الولايات المتحدة الأمريكية وحسب إحصاءات الجريمة من عام 1976 وما بعده تبين أن الرجال يشكلون الغالبية العظمى خلال جرائم القتل بغض النظر عمَّا إذا كان المجني عليه أنثى أو ذكرا. كما وجدت نفس الإحصائيات أن معظم الضحايا خلال جرائم القتل هم من فئة الرجال. ووفقا لمكتب إحصائيات وزارة العدل فإن النساء الذين يقتلون الرجال هم الأكثر عرضة للقتل من قبل معارف الهالك أو عائلته أو أصدقائه في حين أن الرجال هم أكثر عرضة لقتل الغرباء. في كثيرٍ من الحالات قتلت النساء الرجال بسبب وقوعهن كضحايا في قضية عنف الشريك الحميم.